# Apía
Apía – miasto w Kolumbii, w departamencie Risaralda.